# Sznobjektív
A Sznobjektív egy közéleti vitaműsor, korábban televíziós műsor, amely a Hír TV-n jelentkezett 2016 és 2018 között, majd az ATV-n 2021-től. Jelenleg a Szélsőközép YouTube-csatornája szervezi az eseményeket. Műsorvezetője Puzsér Róbert, aki minden alkalommal egy meghívott vendéggel beszélget az általa egy adott tematika alapján felállított top 10-es listáról. A Sznobjektív saját meghatározása szerint "szókimondó igazságshow". A műsor alapján 2021-ben egy könyv is megjelent.

## Története

### Kezdetek és a Hír TV-s műsor
Közvetlen előzménye az ugyancsak Sznobjektív címre hallgató rendezvénysorozat (illetve közéleti workshop) volt, melyet Puzsér és barátai szerveztek a 2010-es évek elején, és amelyek során valamely tematikát körbejárva toplistákat állítottak össze a saját személyes benyomásaik alapján. Ilyen volt többek között "Az 50 legjobb előadó", "Az 50 legjobb klip", vagy a "Greatest Shits – A 100 legszarabb sláger".
2016 októberében mutatkozott be a Hír TV-n a televízióműsor, melyet élő közönség előtt vettek fel. Minden adásnak volt egy kimondott tematikája, mely mentén összeállítottak az aktuális heti vendéggel egy tízes listát. A tizediktől haladtak visszafelé, eleinte megszakítás nélkül, később, a hatodik helyezett után egy reklámblokkal. Az első helyezett előtt a műsor első évadában mindig összegezték az előző kilenc helyezettet, az első néhány adásban internetes kommenteket olvastak be a műsorral kapcsolatban. Az első évad utolsó adása rendhagyó volt, ugyanis abban – a műsor során először – egy nő, D. Tóth Kriszta volt a vendég, és szerepet cseréltek Puzsérral, miközben a műsort elemezték.
Kezdetben vasárnap este 9-kor kezdték, történetesen egyidejűleg az ATV-n is ugyanakkor kezdődő Frizbi Hajdú Péterrel című műsorral. Később a kezdési időpontot egy órával korábbra tették. Az egyes adások videói nem sokkal a tévés műsorsugárzás után felkerültek Puzsér Róbert hivatalos YouTube-csatornájára is.

### Megszűnése a Hír TV-n
2018. augusztus 1-jén a Hír TV tulajdonosi körében bekövetkezett változások miatt kétségessé vált, hogy a kritikai szempontból semleges (tehát mindenről és mindenkiről egyforma erővel kritikát formáló műsor) megmaradhat-e a tévécsatorna műsorán. A Sznobjektív június 10-e óta nyári szüneten volt, a tervek szerint szeptemberben folytatódott volna. Puzsér a hónap során végig csak annyit mondott, hogy a műsor jövője kétséges, de amennyiben hagyják, hogy továbbra is ugyanúgy dolgozzon rajta kollégáival, úgy szívesen maradna. Augusztus 5-én a műsor ismétlése helyett már egy teljesen más, archív műsort vetítettek, ami előrevetítette a sorsát.
Augusztus 29-én Puzsér Facebook-üzenetben írta meg, hogy elbocsátották a csatornától, ahol "kétfős kivégzőosztag" várta. Állítása szerint "legalább nem alakoskodtak, nem hazudoztak, nem kerestek érveket, hogy miért kell megszüntetni egy független, kiegyensúlyozott és nézett műsort. Politikai leszámolás volt, és ezt nem is próbálták tagadni." Attól nem zárkózott el, hogy a YouTube-on esetleg folytatódjon a műsor a jövőben.

### Az ATV-n
2020 őszén Puzsér Róbert először a Spirit FM-en folytatta az Önkényes Mérvadó című rádióműsort, majd a szintén a tulajdonosi körhöz tartozó ATV-n lett az Öt című beszélgetős műsor egyik állandó vendége. Ezt követően az ATV úgy döntött, hogy a sikeres Sznobjektívet is feltámasztja. Az ATV az első részt eredetileg május 3-án sugározta volna, de végül a premiert egy héttel eltolták, így a műsor 2021. május 10-étől minden hétfőn látható a csatorna műsorán, este 22:15-kor. Nyolc epizód után az új évad váratlanul véget ért. Puzsér egy Klubrádiós interjúban elmondta, hogy a saját testi-szellemi egészségének érdekében egy időre szünetelteti a televíziós szerepvállalásait, ezért a Sznobjektív se folytatódik, hanem majd csak valamikor, bizonytalan idő múlva. 

### A Szélsőközépen
Hosszú szünet után 2025 januárjában jelentette be a több régi Puzsér-projektet is továbbvivő Szélsőközép YouTube-csatorna, hogy náluk folytatódik a műsor, immár rendezvénysorozatként. A tervek szerint február 21-én a Budapesti Kongresszusi Központban tért volna vissza, a "Tíz probléma Magyar Péterrel" című esttel. Egy nappal a rendezvény előtt azonban Magyar Péter lemondta a szereplését, közvetetten megjelölve okként azt a botrányt, amely Puzsér körül egy hat évvel korábban, a pedofíliával kapcsolatosan tett nyilatkozatai kapcsán alakult ki. A rendezvény elmaradása több millió forintos kárt okozott. Az eseményt végül Dull Szabolcs részvételével tartották meg április közepén.

## Érdekességek
Az első adás témája azért lett a tíz leghitványabb szakma, mert még 2011-ben Puzsér Róbert és Farkas Attila Márton erről tartott előadást az Apu azért iszik, mert te sírsz rendezvénysorozaton belül, mérsékelt sikerrel. Puzsér saját bevallása szerint is alig voltak jelen többen egy tucatnyi embernél, és azok jelentős része is egymással beszélgetett és nem rájuk figyelt, amit ők zokon vettek, és mintegy "bosszúból" lett ez a tematika.
"A tíz leghitványabb magyar nyelvű sláger" tematikájú műsorban szerepelt Zámbó Jimmy "Egy jó asszony mindent megbocsájt" című dala, amelyet Puzsér ízléstelennek nevezett, az alkoholizmus és a családon belüli erőszak propagálása miatt. Válaszul az énekes fia, Zámbó Krisztián Facebook-üzenetben fejezte ki nemtetszését, és "bokszolni" hívta ki Puzsért egy ringben. Válaszbejegyzésében Puzsér azt írta, az, hogy Zámbó egy olyan alakkal akar bokszolni, "aki nyilvánvalóan nem a ring bajnoka, hanem egy puhos és puhány filosz, nem azt mutatja, hogy férfi, legfeljebb azt, hogy eléggé gyáva."
"A tíz legnagyobb közéleti kulturális lufi" című adásban úgy jellemezte Vágó Istvánt, mint "a Kádár-rendszer utolsó és a rendszerváltás első nagy médiahazugsága". Ezen túlmenően "agresszív, szektás nyuggernek" nevezte, aki a Facebookon trollkodik. Emellett Vágó bűnének nevezte, hogy a lexikális tudást összemosta a műveltséggel, a műveltséget pedig az intelligenciával. Kettejük között már korábban is konfliktus alakult ki, amikor 2016 márciusában Puzsér egy Magyar Nemzet-cikkében azt írta, hogy a Facebook egy zsarnoki intézmény, mert önkényesen törölhet bármit, és csak a felhasználó által preferált vélemények jelennek meg. Vágó válaszul őrültnek nevezte Puzsért, majd Puzsér nevezte Vágót "orbánofóbnak", aki már csak a Facebookon tudja magát kiélni. A Sznobjektív adása után ez a vita eszkalálódott, Vágó kategorikusan tagadta azt, hogy a vádakkal ellentétben előtte ott lettek volna a helyes válaszok a kvízműsoraiban, és csak eljátszotta a kvízprofesszort. Válaszul Puzsér egy nyilvános kvízre hívta ki Vágót, mindennemű segédlet nélkül, de ez annyiban is maradt.
"A tíz leghitványabb előadó" című adásban Eszenyi Enikőt kritizálta, mégpedig különösen a "Nemzeti Dal" sajátos előadásmódja miatt, melyet már korábban is szóvá tett, az Apu azért iszik, mert te sírsz-rendezvénysorozat egy 2016-os alkalmával. Akkor sem rejtette véka alá, ahogy ezúttal sem, hogy Eszenyit olyan dívának tartja, akinek nem kellene kultúrát csinálnia. Kijelentésének kisebb visszhangja volt.
2017 szeptemberében egy rendhagyó, kétrészes adás úgynevezett "Sznobjektív Szembesítés" volt, mely annyiban volt eltérő a korábbi adásoktól, hogy Puzsér beszélgetőpartnere, Antoni Rita, tulajdonképpen vitapartnere volt, és a genderkurzus tíz fő bűnének felsorolásakor Antoni az ellenpontot képezte. Később Fodor Gáborral tartott ugyanilyen kétrészes adást. Lendvai Ildikó azután lett a műsor vendége, hogy "Az MSZP tíz fő bűne" című adást Konok Péterrel vették fel, állításuk szerint azért, mert senki nem fogadta el a meghívást. Lendvai Ildikó aztán jelezte, hogy őt – a műsor állításával ellentétben – meg sem keresték, Puzsér így, elnézését kérve, meghívta, és megismételték vele a korábbi adást.
2017 novemberében "A tíz leghitványabb szakítós duma" című adásba Puzsér volt barátnőjét, Hevesi Flórát hívta meg, aki Puzsér saját bevallása szerint a hatodik és a második helyezett szöveget is alkalmazta vele szemben kapcsolatuk végén.
A 2017. december 31-én sugárzott "2017 tíz legirritálóbb bulvárpillanata" című műsor végén egy kétperces "Extra" blokkban Puzsér Róbert egy héliumos léggömb tartalmát szívta el, és beszélt emelkedett hangmagasságon a közönség legnagyobb derültségére.

## Adások

### Első évad (2016–2017)
| #  | Téma                                                                                  | Társműsorvezető      | Adás napja         |
| -- | ------------------------------------------------------------------------------------- | -------------------- | ------------------ |
| 1  | A tíz leghitványabb szakma                                                            | Farkas Attila Márton | 2016. október 16.  |
| 2  | A Kádár-rendszer tíz halálos bűne                                                     | Nyári Gábor          | 2016. október 23.  |
| 3  | A tíz leghitványabb magyar nyelvű sláger                                              | Dinnyés Gergely      | 2016. október 30.  |
| 4  | A tíz legjobb videóklip                                                               | Magyar Dávid         | 2016. november 6.  |
| 5  | A tíz legrosszabb amerikai elnök                                                      | Farkas Attila Márton | 2016. november 13. |
| 6  | A tíz legjobb magyar tévés műsorvezető                                                | Horváth Oszkár       | 2016. november 20. |
| 7  | Az Európai Unió tíz halálos bűne                                                      | Farkas Attila Márton | 2016. november 27. |
| 8  | A tíz legkártékonyabb kulturális szélhámosság                                         | Farkas Attila Márton | 2016. december 4.  |
| 9  | A tíz legnagyobb hatású ember                                                         | Magyar Dávid         | 2016. december 11. |
| 10 | A tíz legnagyobb közéleti és kulturális lufi                                          | Dinnyés Gergely      | 2016. december 18. |
| 11 | A tíz legpusztítóbb karácsonyi sláger                                                 | Dinnyés Gergely      | 2016. december 25. |
| 12 | A tíz legelcsépeltebb újévi fogadalom                                                 | Farkas Attila Márton | 2016. december 31. |
| 13 | Tíz ok, amiért Orbán Viktor örökre hatalmon marad                                     | Gulyás Márton        | 2017. január 8.    |
| 14 | Tíz ok, amiért Orbán Viktor nem marad örökre hatalmon                                 | Vágó Gábor           | 2017. január 15.   |
| 15 | A tíz leghitványabb magyar nyelvű előadó                                              | Horváth Oszkár       | 2017. január 22.   |
| 16 | A tíz legnagyobb élő magyar                                                           | Farkas Attila Márton | 2017. január 29.   |
| 17 | A rendszerváltás tíz halálos bűne                                                     | Dinnyés Gergely      | 2017. február 5.   |
| 18 | A tíz legtisztességesebb politikus                                                    | Farkas Attila Márton | 2017. február 12.  |
| 19 | Tíz bizonyíték arra, hogy Orbán Viktor kormánya polgári és konzervatív                | Magyar Dávid         | 2017. február 19.  |
| 20 | A tíz legnyálasabb világsláger                                                        | Dinnyés Gergely      | 2017. február 26.  |
| 21 | A tíz leghitványabb tévés műsorvezető                                                 | Horváth Oszkár       | 2017. március 5.   |
| 22 | A harmadik magyar köztársaság tíz legsötétebb pillanata                               | Farkas Attila Márton | 2017. március 12.  |
| 23 | A tíz legpusztítóbb trash-sláger                                                      | Horváth Oszkár       | 2017. március 19.  |
| 24 | Tíz ígéretes karrier, amit keresztülhúzott a politika                                 | Magyar Dávid         | 2017. március 26.  |
| 25 | Tíz magyar humorista, aki tényleg humoros                                             | Dinnyés Gergely      | 2017. április 2.   |
| 26 | A tíz legnagyobb élethazugság                                                         | Gödri Bulcsu         | 2017. április 9.   |
| 27 | Tíz programpont a harmadik magyar köztársaság megmentéséért (1. rész)                 | Gulyás Márton        | 2017. április 16.  |
| 28 | Tíz programpont a harmadik magyar köztársaság megmentéséért (2. rész)                 | Gulyás Márton        | 2017. április 23.  |
| 29 | Tíz magyar kulturális szereplő, akinek jár a Kossuth-díj                              | Ceglédi Zoltán       | 2017. április 30.  |
| 30 | A tíz legpusztítóbb politikai mantra                                                  | Farkas Attila Márton | 2017. május 7.     |
| 31 | Tíz bizonyíték arra, hogy a magyarországi baloldal szolidáris és szociálisan érzékeny | Ceglédi Zoltán       | 2017. május 14.    |
| 32 | A tíz legjobb magyar film                                                             | Farkas Attila Márton | 2017. május 21.    |
| 33 | Az elmúlt negyed század tíz legbotrányosabb idézete                                   | Fekete Norbert       | 2017. május 28.    |
| 34 | A tíz leghitványabb könnyűzenei előadó                                                | Horváth Oszkár       | 2017. június 4.    |
| 35 | A tíz legpusztítóbb magyar mantra                                                     | Dinnyés Gergely      | 2017. június 11.   |
| 36 | A Sznobjektív tíz fő bűne                                                             | D. Tóth Kriszta      | 2017. június 18.   |

### Második évad (2017–2018)
| #  | Ep. | Téma                                                                            | Társműsorvezető      | Adás napja           |
| -- | --- | ------------------------------------------------------------------------------- | -------------------- | -------------------- |
| 37 | 1   | A tíz legtehetségesebb magyar                                                   | Ceglédi Zoltán       | 2017. szeptember 10. |
| 38 | 2   | A tíz legalávalóbb magyar zenekar                                               | Horváth Oszkár       | 2017. szeptember 17. |
| 39 | 3   | Sznobjektív Szembesítés – A genderkurzus tíz fő bűne (1. rész)                  | Antoni Rita          | 2017. szeptember 24. |
| 40 | 4   | Sznobjektív Szembesítés – A genderkurzus tíz fő bűne (2. rész)                  | Antoni Rita          | 2017. október 1.     |
| 41 | 5   | A tíz legrosszabb magyar film                                                   | Farkas Attila Márton | 2017. október 8.     |
| 42 | 6   | Tíz dolog, amit helyesen tesz az Orbán-kormány                                  | Lukácsi Katalin      | 2017. október 15.    |
| 43 | 7   | A NER tíz fő bűne                                                               | Balogh Gábor         | 2017. október 22.    |
| 44 | 8   | A tíz legképernyőfüggőbb közszereplő                                            | Horváth Oszkár       | 2017. október 29.    |
| 45 | 9   | A tíz legpusztítóbb kulturális minta                                            | Fuchs Péter          | 2017. november 5.    |
| 46 | 10  | A tíz legkártékonyabb közéleti szélhámos                                        | Ceglédi Zoltán       | 2017. november 12.   |
| 47 | 11  | A tíz leghitványabb szakítós duma                                               | Hevesi Flóra         | 2017. november 19.   |
| 48 | 12  | A tíz legszemetebb videóblog                                                    | Dancsó Péter         | 2017. november 26.   |
| 49 | 13  | A magyar televíziózás tíz legkínosabb pillanata                                 | Horváth Oszkár       | 2017. december 3.    |
| 50 | 14  | A tíz legalávalóbb komment                                                      | Gödri Bulcsu         | 2017. december 10.   |
| 51 | 15  | A tíz legvisszataszítóbb céges szokás                                           | Dinnyés Gergely      | 2017. december 17.   |
| 52 | 16  | Az emberiségre leselkedő tíz halálos veszély                                    | Farkas Attila Márton | 2017. december 24.   |
| 53 | 17  | 2017 tíz legirritálóbb bulvárpillanata                                          | Ceglédi Zoltán       | 2017. december 31.   |
| 54 | 18  | 2017 tíz legirritálóbb közéleti pillanata                                       | Ceglédi Zoltán       | 2018. január 7.      |
| 55 | 19  | A tíz legrosszabb magyar tévésorozat                                            | Horváth Oszkár       | 2018. január 14.     |
| 56 | 20  | A tíz legfontosabb magyar himnusz                                               | Farkas Attila Márton | 2018. január 21.     |
| 57 | 21  | Tíz még fontosabb magyar himnusz                                                | Hevesi Flóra         | 2018. január 28.     |
| 58 | 22  | Tíz érv a 4/5 mellett                                                           | Magyar Dávid         | 2018. február 4.     |
| 59 | 23  | A tíz legellenállhatatlanabb politikai kommunikátor a rendszerváltás óta        | Ceglédi Zoltán       | 2018. február 11.    |
| 60 | 24  | A tíz legnagyobb magyar közéleti sámán                                          | Balogh Gábor         | 2018. február 18.    |
| 61 | 25  | Tíz szakma tíz szégyene                                                         | Magyar Dávid         | 2018. február 25.    |
| 62 | 26  | A tíz legnagyobb filmrendező                                                    | Fuchs Péter          | 2018. március 4.     |
| 63 | 27  | A tíz legpusztítóbb magyarországi szekta                                        | Farkas Attila Márton | 2018. március 11.    |
| 64 | 28  | A tíz legjobb sorozat                                                           | Horváth Oszkár       | 2018. március 18.    |
| 65 | 29  | A tíz legpusztítóbb magyar toleranciahimnusz                                    | Farkas Attila Márton | 2018. március 25.    |
| 66 | 30  | A választási kampány tíz legkínosabb pillanata                                  | Ceglédi Zoltán       | 2018. április 1.     |
| 67 | 31  | A magyar választó tíz fő bűne                                                   | Ceglédi Zoltán       | 2018. április 15.    |
| 68 | 32  | Sznobjektív Szembesítés – A magyar liberális elit tíz legnagyobb bűne (1. rész) | Fodor Gábor          | 2018. április 22.    |
| 69 | 33  | Sznobjektív Szembesítés – A magyar liberális elit tíz legnagyobb bűne (2. rész) | Fodor Gábor          | 2018. április 29.    |
| 70 | 34  | A nemzeti radikalizmus tíz fő bűne                                              | Balogh Gábor         | 2018. május 6.       |
| 71 | 35  | Az MSZP tíz fő bűne                                                             | Konok Péter          | 2018. május 13.      |
| 72 | 36  | A tíz leghitványabb magyar musical                                              | Csízi Ágnes          | 2018. május 20.      |
| 73 | 37  | A tíz legsötétebb modern tabu                                                   | Hercsel Adél         | 2018. május 27.      |
| 74 | 38  | Sznobjektív Szembesítés – Az MSZP tíz fő bűne (1. rész)                         | Lendvai Ildikó       | 2018. június 3.      |
| 75 | 39  | Sznobjektív Szembesítés – Az MSZP tíz fő bűne (2. rész)                         | Lendvai Ildikó       | 2018. június 10.     |

### Harmadik évad (2021)
| #  | Ep. | Téma                                             | Társműsorvezető      | Adás napja       |
| -- | --- | ------------------------------------------------ | -------------------- | ---------------- |
| 76 | 1   | A tíz leghitványabb magyar TV-műsor              | Horváth Oszkár       | 2021. május 10.  |
| 77 | 2   | A tíz leghazugabb magyar mítosz                  | Vona Gábor           | 2021. május 17.  |
| 78 | 3   | Tíz ostobaság, amivel hülyítik magukat a nők     | Szentesi Éva         | 2021. május 31.  |
| 79 | 4   | A tíz legmérgezőbb magyar popsztár               | Horváth Oszkár       | 2021. június 7.  |
| 80 | 5   | Tíz ostobaság, amivel hülyítik magukat a férfiak | Pásztor Anna         | 2021. június 14. |
| 81 | 6   | A tíz legkártékonyabb részvénytársaság           | Schiffer András      | 2021. június 21. |
| 82 | 7   | A tíz legbűzlőbb magyar ügy                      | Pető Péter           | 2021. június 28. |
| 83 | 8   | Tíz alkalom, amikor Puzsér Róbert eladta magát   | Farkas Attila Márton | 2021. július 5.  |

### Szélsőközép-rendezvények
| #  | Ep. | Téma                                                                            | Meghívott vendég | Időpont             |
| -- | --- | ------------------------------------------------------------------------------- | ---------------- | ------------------- |
| 84 | 1   | Tíz probléma Magyar Péterrel, amin változtatnia kell, ha rendszert akar váltani | Dull Szabolcs    | 2025. április 19.   |
| 85 | 2   | Feldmár András tíz forradalmi tézise                                            | Feldmár András   | 2025. szeptember 8. |